# Brat
Hermano (en ruso: Брат, Brat) es una película rusa de 1997 dirigida por Alekséi Balabánov e interpretada por Serguéi Bodrov y Víktor Sujorúkov. Fue estrenada en la sección Un Certain Regard del Festival de Cannes 1997. La película fue un éxito en Rusia y, con el tiempo, se convirtió en una película de culto entre el público joven. La secuela, Brat 2, fue estrenada en 2000.

## Sinopsis
La película narra el regreso de Danila Bagrov (Serguéi Bodrov (hijo)), un veterano de la Primera guerra de Chechenia, a su pequeña ciudad natal después de la desmovilización del Ejército ruso. Sin embargo, incluso antes de que llegue a casa, termina derrotado en una pelea con unos guardias de seguridad, cuando entra accidentalmente en un set de rodaje. La policía local lo libera, con la condición de que encuentre trabajo. Su padre, un ladrón, murió en prisión y su madre, no quiere que Danila comparta el destino de su padre, e insiste en que viaje a San Petersburgo para buscar a su exitoso hermano mayor, Víktor, quien su madre cree que le ayudará a ganarse la vida.
Danila viaja a San Petersburgo para encontrarse con Víktor, que se dedica a hacer negocios con mafiosos. Lo que debería ser un viaje para encontrar un buen futuro, se convierte finalmente en una espiral de crimen, mafia y drogas por los negocios de Víktor. Allí conoce a Kat, una drogadicta enérgica y a Nemets (literalmente "alemán") Hoffman (Yuri Kuznetsov), un vagabundo al que rescata Danila de un matón.
Víktor (Víktor Sujorúkov) es un asesino a sueldo consumado, conocido en la calle con el apodo de «El Tártaro», que está creciendo demasiado rápido e independiente, por lo que irrita a su jefe de la mafia Krugly (literalmente: "Redondo"). Su último destino es un jefe de la mafia chechena que fue liberado recientemente de la cárcel y que dirige un mercado al aire libre. Krugly, que no está contento con la cantidad de dinero que Víktor le pidió para el golpe, ordena a sus matones vigilar a Víktor.

## Reparto
| - Serguéi Bodrov (hijo) – Danila Bagrov - Víktor Sujorúkov – Víktor Bagrov («el tártaro») - Svetlana Pismichenko – Sveta - Yuri Kuznetsov – Hoffman («el alemán») - María Zhúkova – Kat - Vyacheslav Butúsov – A sí mismo - Irina Rakshina – Zinka - Serguéi Murzin – Krugly - Yuri Makusinsky - Checheno - Alekséi Sevastyánov - gánster de Krugly | - Rinat Ibraguímov - Shisha, gánster de Krugly - Anatoli Zhuravlyov – bandido nervioso - Vladímir Ermílov - Paul Evgráfovich (marido de Sveta) - Ígor Shibánov – policía - Andréi Fedortsov – Styopa - Artur Harutyunyán - Caucásico del tranvía - Tatiana Zajárova - señora Bagrova (madre de Danila y Víktor) - Serguéi Debizhev – A sí mismo - Nastya Póleva - A sí mismo (cameo) - Serguéi Chigrakov - A sí mismo (cameo) |

## Producción
La película fue rodada en San Petersburgo y en la provincia de Leningrado, y necesitó de un total de 31 días de rodaje. Gran parte de la acción de la película tiene lugar en la Isla Vasílievski de San Petersburgo. La primera escena, en la que Danila irrumpe sin saberlo en el rodaje de una película, tiene lugar en la localidad de Priozersk, más concretamente en la fortaleza de Korela. Las escenas del mercado callejero fueron rodadas en Priozersk.
Durante el rodaje de la escena en la que Danila dispara a Pável Yevgráfovich, el marido de Sveta, el actor Vladímir Ermílov fue realmente herido en su pierna debido a un error de pirotecnia. La banda de rock que le gusta a Danila, Nautilus Pompilius, es una banda real y actuó en la película con todos sus miembros, para la que, además, grabaron la banda sonora original y el videoclip con el tema principal.
Lugares de filmación

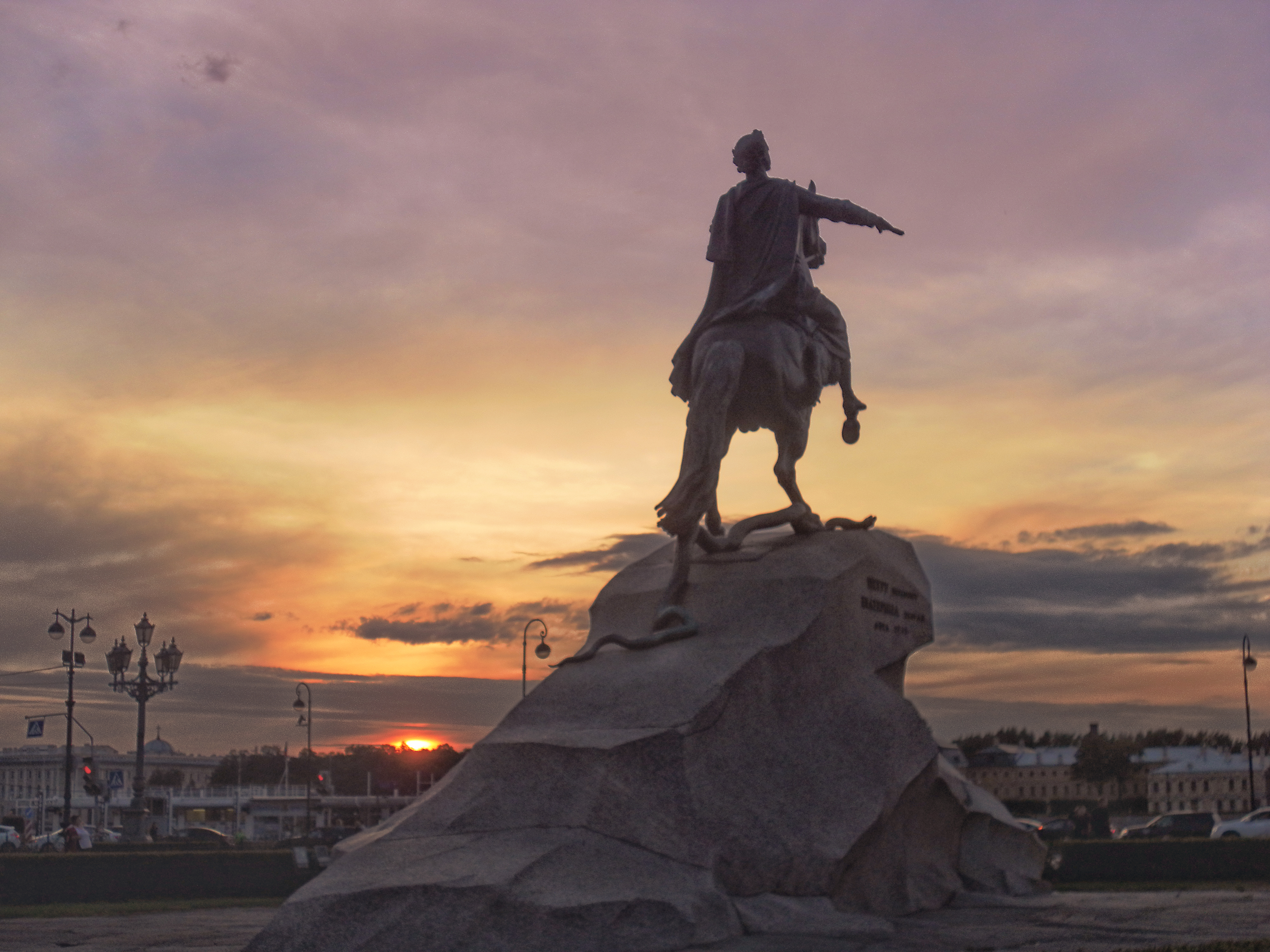
El Caballero de Bronce, uno de los monumentos que aparecen a la llegada de Danila a San Petersburgo.
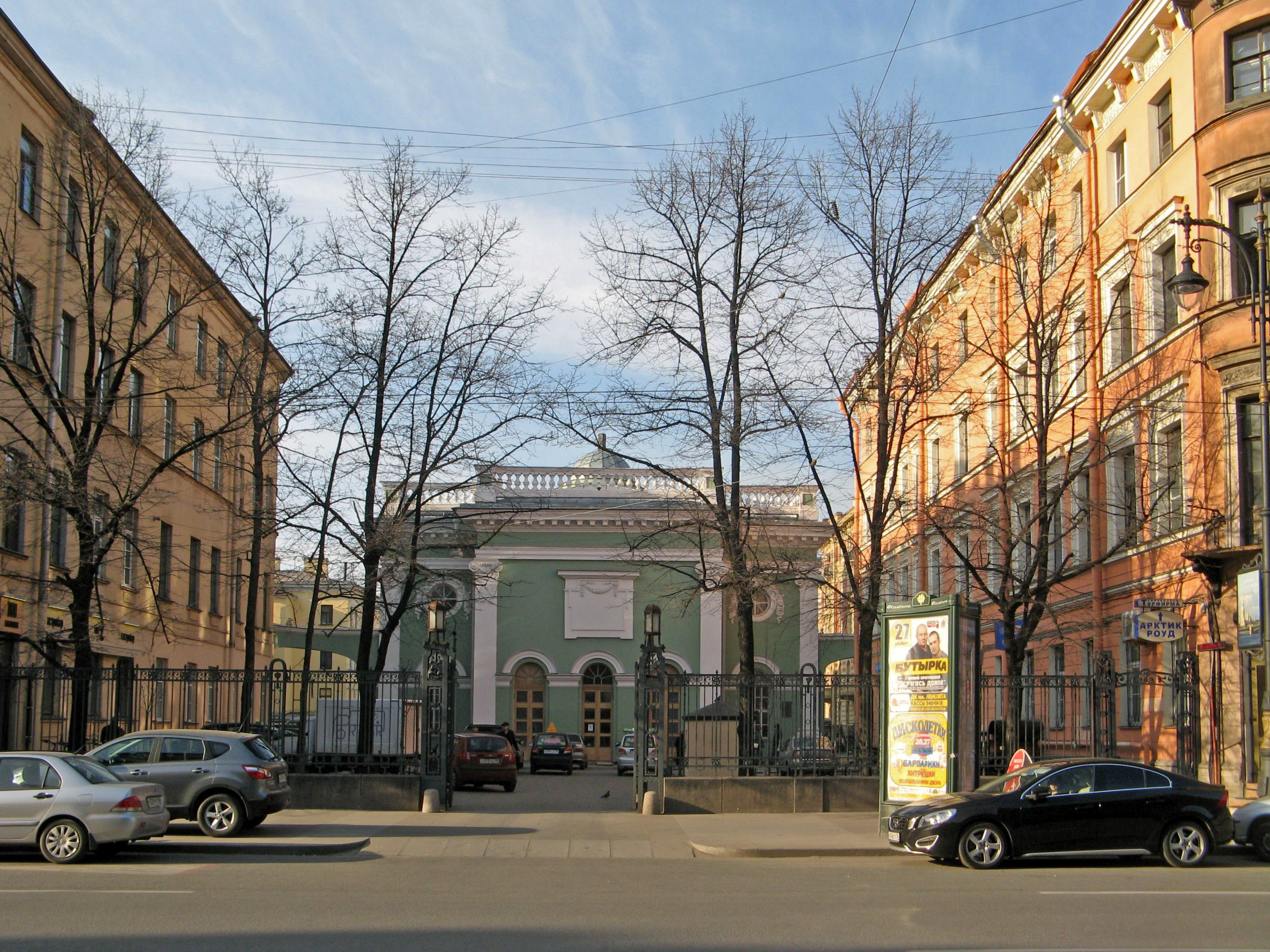
Calle Kírochnaya, 8 de San Petersburgo. Allí acude Danila a comprar los álbumes de Nautilus y conoce a Kat.
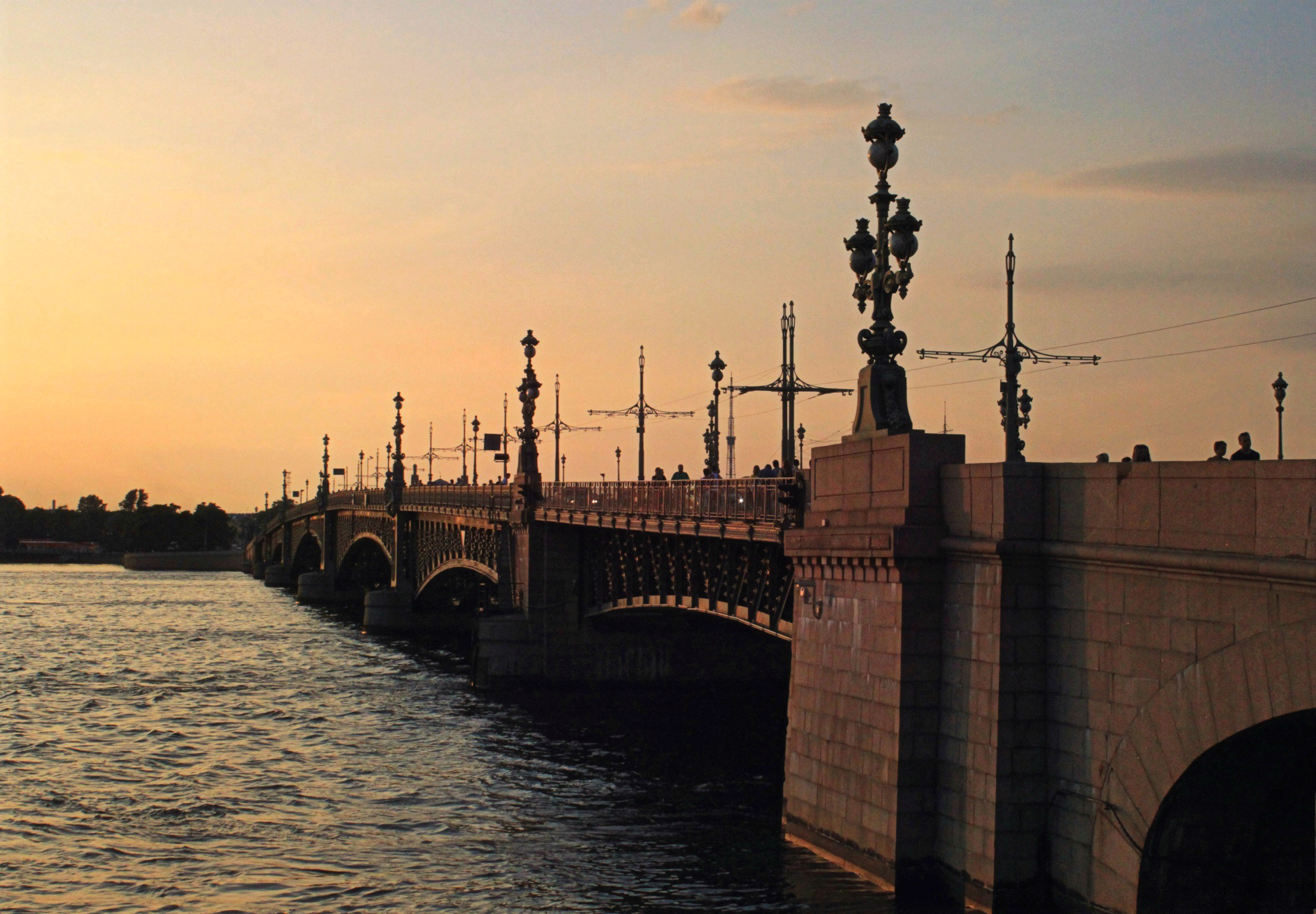
Puente de la Trinidad de San Petersburgo.
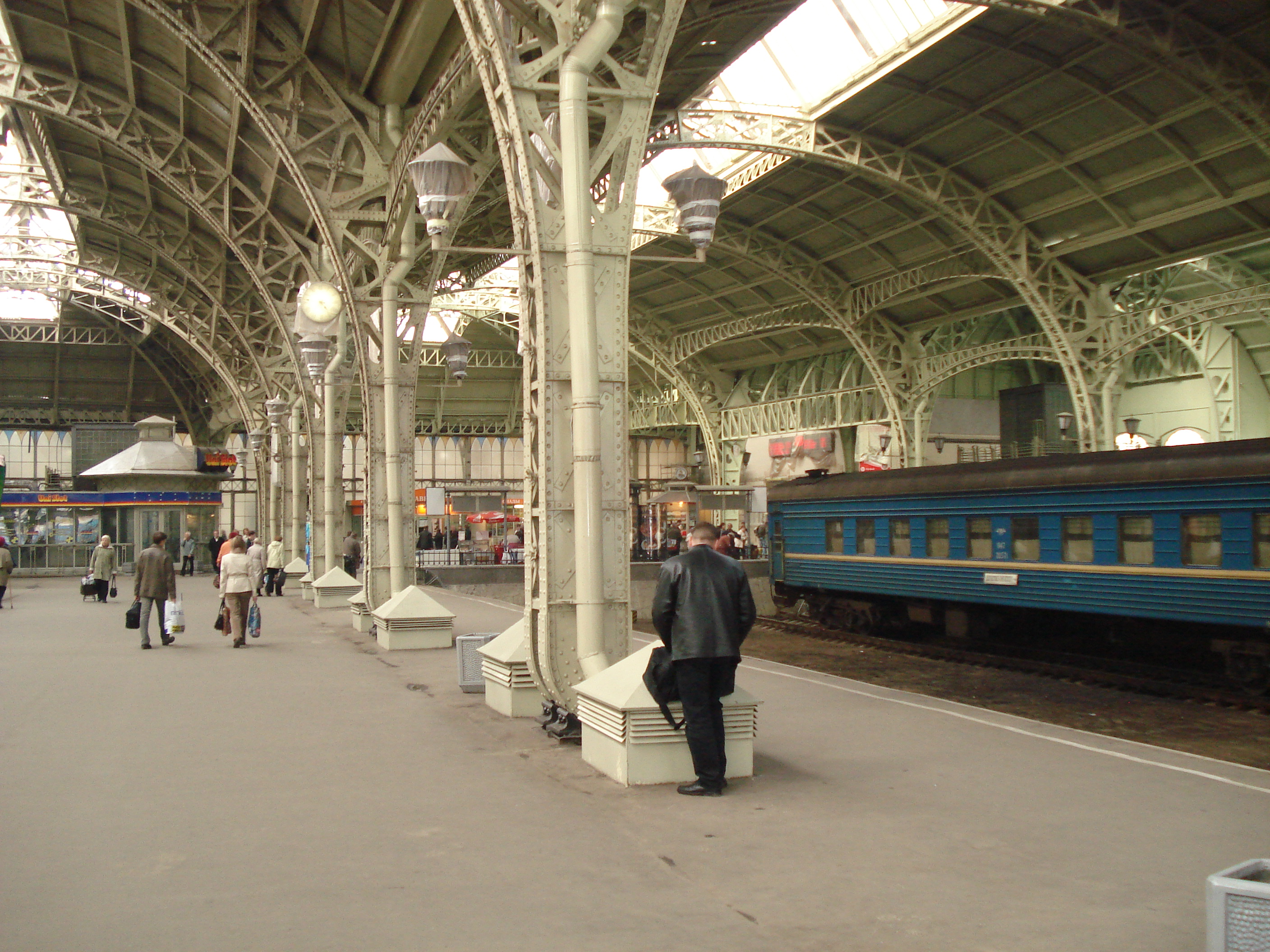
Estación de Vítebsk a la que llega Danila a San Petersburgo.
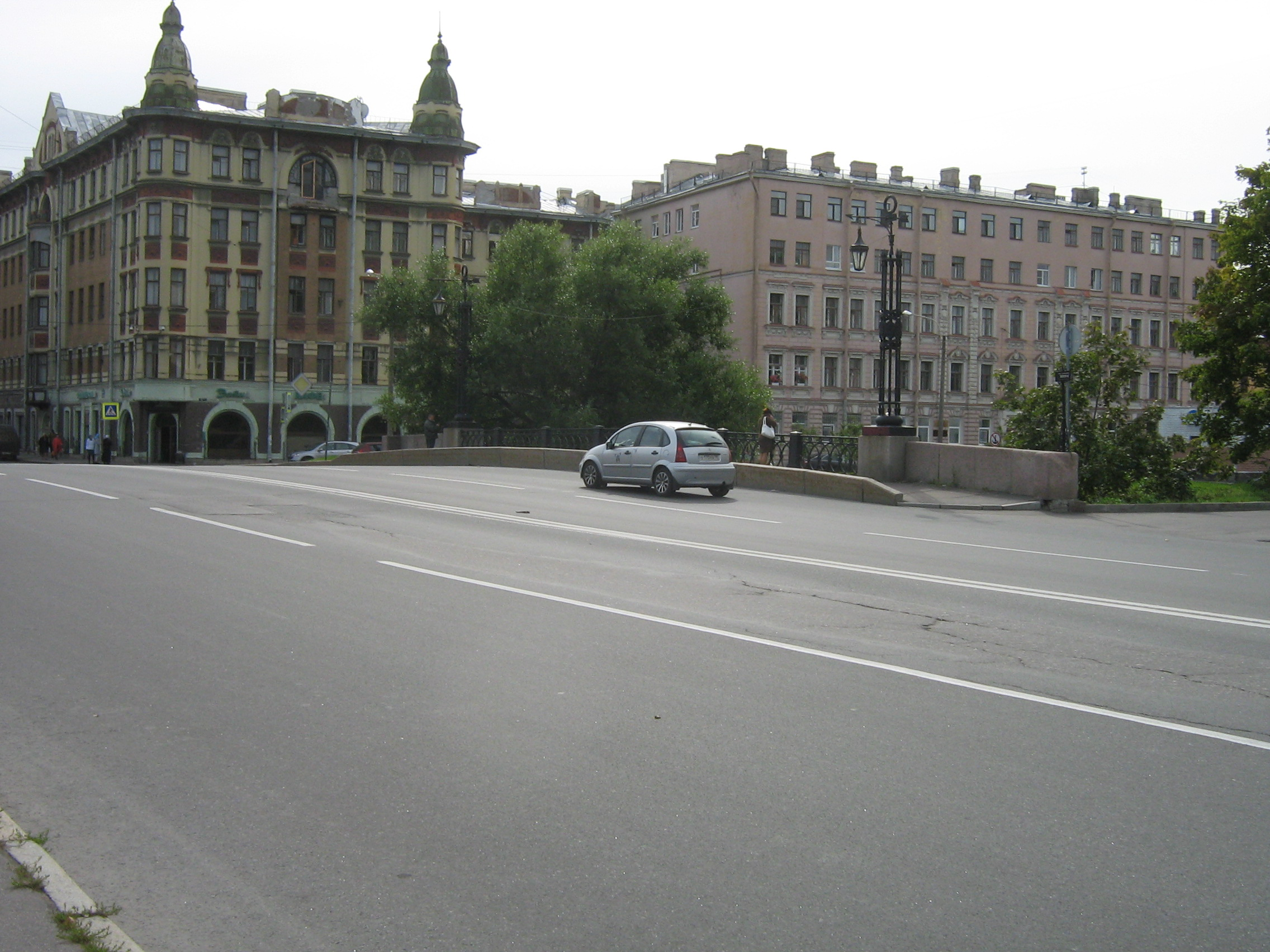
Puente sobre el río Smolenka. Danila y «el Alemán» aparecen paseando por este lugar.

## Música
El apartado musical de la película fue realizado por Vyacheslav Butúsov, cantante y compositor de Nautilus Pompilius. Además, la banda sonora original de la película, comercializada en CD, es también obra de la propia Nautilus Pompilius, que compuso el tema principal de la película "Vo vremya dozhdyá" y grabó el videoclip del sencillo con imágenes de Brat. Nautilus Pompilius aparecen en la película interpretándose a ellos mismos y actúan en directo. El álbum de la banda sonora original de Brat fue lanzado en 2004 e incluye temas de Nautilus Pompilius y Nastya Póleva.

| Брат - музыка к фильму |                         |                    |          |  |
| N.º                    | Título                  | Escritor(es)       | Duración |  |
| 1.                     | «Vo vremya dozhdyá»     | Nautilus Pompilius | 3:46     |  |
| 2.                     | «Krylya»                | Nautilus Pompilius | 3:34     |  |
| 3.                     | «Nezhnyy vampir»        | Nautilus Pompilius | 3:52     |  |
| 4.                     | «Vózduj»                | Nautilus Pompilius | 5:16     |  |
| 5.                     | «Lyudi na jolmé»        | Nautilus Pompilius | 5:07     |  |
| 6.                     | «Jlop-Jlop»             | Nautilus Pompilius | 3:56     |  |
| 7.                     | «Mater' bogov»          | Nautilus Pompilius | 4:25     |  |
| 8.                     | «Chórnyye ptitsy»       | Nautilus Pompilius | 3:20     |  |
| 9.                     | «Zver'»                 | Nautilus Pompilius | 6:55     |  |
| 10.                    | «Tri tsaryá»            | Nautilus Pompilius | 4:20     |  |
| 11.                    | «Lyudi na jolmé (demo)» | Nautilus Pompilius | 3:19     |  |
| 12.                    | «Letuchiy fregat»       | Nastya Póleva      | 3:38     |  |
| 13.                    | «Darom»                 | Nastya Póleva      | 3:52     |  |
| 55:54                  |                         |                    |          |  |